# Distretto di Bismil
Il distretto di Bismil (in turco Bismil ilçesi) è uno dei distretti della provincia di Diyarbakır, in Turchia.